# Valle de Navalmedio
El valle de Navalmedio está situado en la zona central de la vertiente sureste de la Sierra de Guadarrama (sierra perteneciente al Sistema Central). Está dentro de los términos municipales de Cercedilla y Navacerrada, en el noroeste de la Comunidad de Madrid (España). 

## Descripción

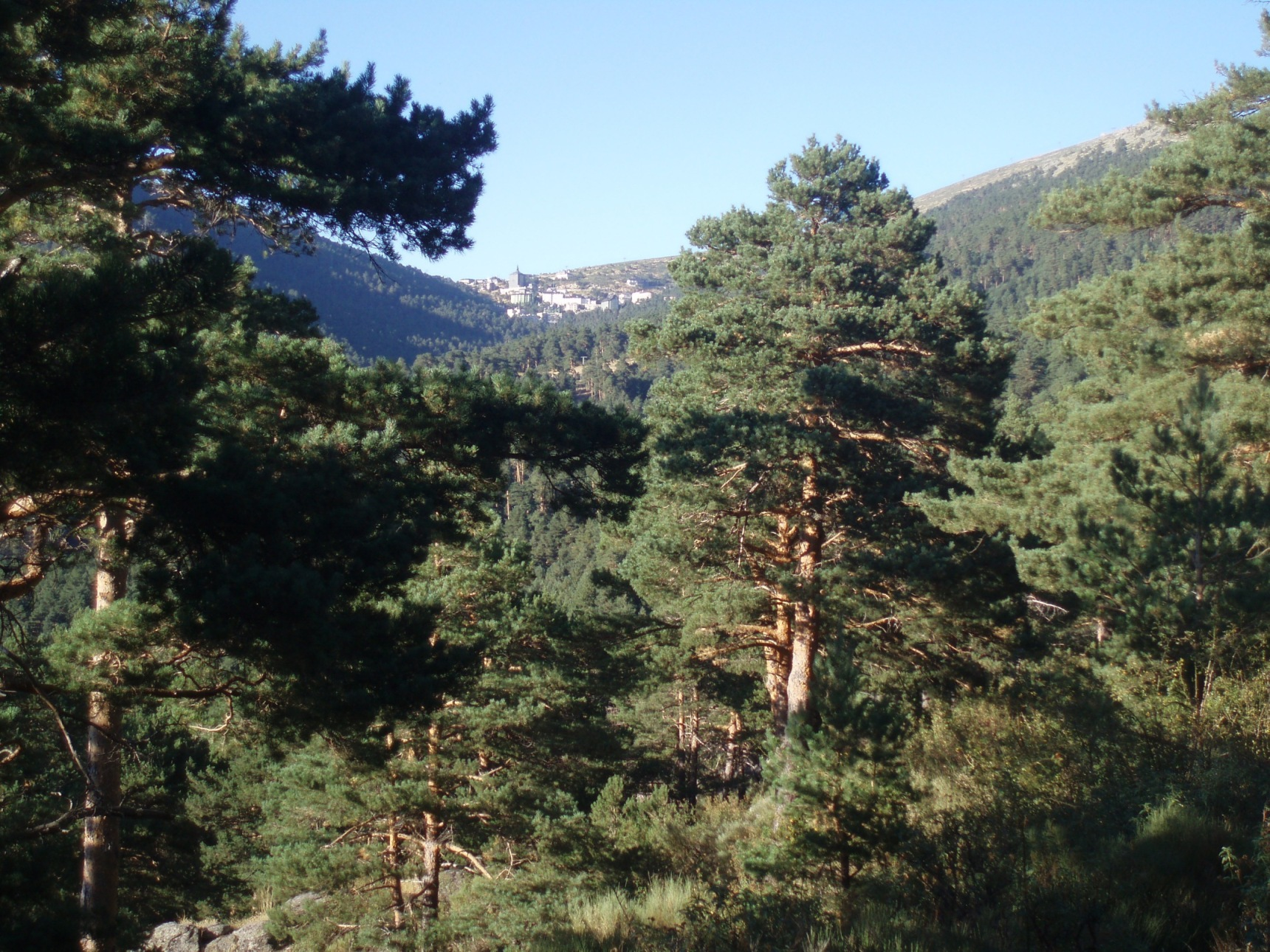
Valle de Navalmedio cubierto de pinos silvestres. Al fondo se puede apreciar el puerto de Navacerrada.

Este valle está orientado de noreste a suroeste, y sobre el fondo del mismo transcurre el río Navalmedio, uno de los primeros afluentes del Río Guadarrama. El valle tiene una longitud aproximada de 6 km y una superficie de unos 10 km². Está limitado, en el noroeste, por la vertiente sureste de Siete Picos, y, en el sureste, por un cordal montañoso que comienza en la Bola del Mundo y que separa este valle del de la Barranca. En el extremo noreste está el puerto de Navacerrada, que con sus 1858 metros de altitud es uno de los centros turísticos y montañeros más importantes de la sierra. En el extremo suroeste del valle está el embalse de Navalmedio, que tiene una capacidad de 11 hm³ y una superficie máxima de 93 hectáreas. Su función es regular las aguas del río para transvasarlas al embalse de Navacerrada, situado a los pies del vecino valle de la Barranca. La zona más baja del valle está a 1200 m s. n. m. y al suroeste está el municipio de Cercedilla.
El valle está cubierto casi en su totalidad por un bosque de pino silvestre, que en su zona más baja se alterna con robledales, abedulares y pastos. Por las laderas noroeste del valle transcurren las vías del Ferrocarril del Guadarrama, y en la vertiente sureste está la carretera autonómica M-601, que atraviesa el puerto de Navacerrada, al igual que lo hace el Ferrocarril del Guadarrama. Además de estas dos vías, existen otros caminos y senderos muy transitados por senderistas y pastores.